# 사르데냐해
사르데냐해(이탈리아어: Mar di Sardegna)는 지중해 서부에 위치한 바다로, 이탈리아 사르데냐섬, 스페인 발레아레스 제도, 북아프리카 연안 사이의 해역을 일컫는 말이다. 
헤스페리코해 (이탈리아어: Mar Esperico)라고도 부르는데 이는 그리스 신화에서 서쪽의 축복받은 정원을 돌보는 님프로 알려진 헤스페리데스의 이름을 따온 것으로, 고대 그리스인들이 서쪽에 위치한 영토나 수역을 '헤스페리아' (Hesperia) 내지는 '헤스페리코' (Hesperico)라고 부른 것에서 유래하였다.
국제수로기구 (ICO)에서는 이 해역을 사르데냐해라는 별개의 바다로 보지 않고 지중해의 서쪽 해역으로 정의하고 있다.

## 지리
이탈리아 사르데냐의 남쪽과 서쪽, 코르시카해까지 이어지는 해역이다. 최대 수심은 3,068m로 메노르카섬에서 북동쪽으로 150km 떨어진 지점이다. 이곳과 면한 만으로 알게로만과 오리스타노만이 있으며, 각각 동명의 도시에서 따왔다. 
사르데냐해의 주요 섬은 사르데냐섬과 발레아레스 제도 외에도 사르데냐 남서쪽에 위치한 산탄티오코섬, 산피에트로섬이 있다. 이 바다로 흘러드는 강으로는 티르소강, 테모강, 리우만누강이 있다.

## 역사
사르데냐해는 고대 사르데냐인, 페니키아인, 카르타고인, 로마인, 사라센, 피사, 아라곤, 스페인, 리구리아 등 수많은 문명이 항해했던 바다였다. 이러한 역사를 바탕으로 사르데냐섬에는 변형된 언어가 두 가지 남아 있는데, 알게로의 알게로 카탈루냐어와 카를로포르테, 칼라세타의 타바르키노 방언이다. 카브라스시에 있는 타로스 (Tharros) 유적도 당시의 교류를 보여주는 역사 현장이다.

## 같이 보기
- 지중해
- 아드리아해
- 이오니아해
- 리구리아해
- 시칠리아해
- 티레니아해